# Vălcek, Vidin
Vălcek (în bulgară Вълчек) este un sat în comuna Makreș, regiunea Vidin,  Bulgaria. 

## Demografie
Componența etnică a satului Vălcek
     Bulgari (95,71%)
     Nicio identificare (4,28%)
     Altele (0%)
La recensământul din 2011, populația satului Vălcek era de 70 locuitori. Din punct de vedere etnic, majoritatea locuitorilor (95,71%) erau bulgari. Pentru 4,28% din locuitori nu este cunoscută apartenența etnică.